# أغنيس شافارس
أغنيس شافارس (باللاتفية: Agnis Čavars) (مواليد 31 يوليو 1986)، هُو لاعب كرة سلة لاتفي يُشارك مع منتخب لاتفيا لكرة السلة 3x3.
شارك أغنيس شافارس مع مُنتخب بلاده في دورة الألعاب الأولمبية الصيفية 2020، بحيث أحرزوا الميدالية الذهبية الخاصة بمُسابقة كُرة السلة 3x3.

## وصلات خارجية
- أغنيس شافارس على موقع الاتحاد الدولي لكرة السلة (الإنجليزية)
- أغنيس شافارس على موقع fiba3x3.com (الإنجليزية)
- أغنيس شافارس على موقع كرة السلة الأوروبية.كوم (الإنجليزية)
- أغنيس شافارس على موقع ريلجم (الإنجليزية)
- أغنيس شافارس على موقع بروبوليرز (الإنجليزية)
- أغنيس شافارس على موقع اللجنة الأولمبية الدولية (الإنجليزية)
- أغنيس شافارس على موقع أوليمبيديا (الإنجليزية)

| الألعاب الأولمبية     | الألعاب الأولمبية                                                                       | الألعاب الأولمبية |
| --------------------- | --------------------------------------------------------------------------------------- | ----------------- |
| سبقه ماريس سترومبيرجس | حامل علم لاتفيا خلال دورة الألعاب الأولمبية الصيفية ‏ (رُفقة يلينا أوستابينكو) طوكيو 2020 | تبعه لي بُحدد بعد  |